# Andrea Baggiore
Andrea Baggiore (Bastia Mondovì, 1901 – ...) è stato un calciatore italiano, di ruolo difensore.

## Carriera
Nato a Bastia Mondovì nel 1901, militò nella squadra giovanile dell'Associazione Sportiva Donatello nella quale giocò anche il compianto giocatore juventino Monticone, per poi passare nella squadra del Gruppo Sportivo Fiat di Torino. Nella stagione 1925-1926 gioca nella Giovane Piemonte Torino.
In seguito, nella stagione 1927-1928, passa alla Biellese con cui, giocando nel ruolo di terzino destro, conquista la promozione nel massimo campionato. Nel biennio seguente disputa 30 gare nel campionato di Divisione Nazionale 1928-1929 e 29 gare nel successivo campionato di Serie B.